# Deutsches Klima-Konsortium
Das Deutsche Klima-Konsortium e. V. (DKK) ist ein Verband deutscher universitärer und außeruniversitärer Forschungseinrichtungen im Bereich der Klimaforschung und der Klimafolgenforschung. Es vertritt die Interessen wichtiger Akteure der Klimaforschung in Deutschland und der EU, fördert den Informationsaustausch und unterstützt die interdisziplinäre Zusammenarbeit. Das DKK hat 28 Mitglieder; Sitz und Büro des Vereins befinden sich im WissenschaftsForum Berlin, direkt am Gendarmenmarkt.

## Mitglieder
Mitglieder sind (Stand Mai 2024):
1. Alfred-Wegener-Institut (AWI), Helmholtz-Zentrum für Polar- und Meeresforschung
2. Bundesamt für Kartographie und Geodäsie (BKG)
3. Berlin University Alliance (BUA)
4. Center for Sustainable Society Research (CSS) an der Universität Hamburg
5. Centrum für Erdsystemforschung und Nachhaltigkeit (CEN) an der Universität Hamburg
6. Deutsches Klimarechenzentrum (DKRZ)
7. Deutsches Zentrum für Luft- und Raumfahrt (DLR), Institut für Physik der Atmosphäre
8. Deutscher Wetterdienst (DWD)
9. Future Ocean Netzwerk an der Christian-Albrechts-Universität zu Kiel
10. Forschungszentrum Jülich GmbH
11. Helmholtz-Zentrum für Ozeanforschung Kiel (GEOMAR)
12. Deutsches GeoForschungsZentrum (GFZ)
13. Heidelberg Center for the Environment der Ruprecht-Karls-Universität Heidelberg
14. Helmholtz-Zentrum Hereon
15. Institute for Advanced Sustainability Studies (RIFS)
16. Institut für Umweltphysik (IUP) und MARUM – The Ocean in the Earth System, Zentrum für Marine Umweltwissenschaften, Universität Bremen
17. Karlsruher Institut für Technologie (KIT), Institut für Meteorologie und Klimaforschung (IMK)
18. Leibniz-Institut für Troposphärenforschung (TROPOS)
19. Leibniz-Institut für Ostseeforschung Warnemünde (IOW)
20. Max-Planck-Institut für Biogeochemie (MPI-BGC)
21. Max-Planck-Institut für Chemie (MPI-C)
22. Max-Planck-Institut für Meteorologie (MPI-M)
23. Potsdam-Institut für Klimafolgenforschung (PIK)
24. Senckenberg Gesellschaft für Naturforschung
25. Umweltbundesamt (UBA)
26. Helmholtz-Zentrum für Umweltforschung – UFZ
27. Institut für Physik und Meteorologie an der Universität Hohenheim
28. Zentrum für Klimaresilienz (ZfK) der Universität Augsburg

## Themen
- Strategische Planung der Klimaforschung
- Interdisziplinäre Zusammenarbeit
- Klima & Karriere: Humanressourcen in der Klimaforschung, Nachwuchsförderung, Bildungsdatenbank, Stipendien, Auszeichnungen
- Internationale Zusammenarbeit
- Klimaforschung Afrika
- EU-Forschungsförderung
- Forschungsförderung in Deutschland
- Öffentlichkeitsarbeit
- Zwischenstaatlicher Ausschuss für Klimaänderungen (IPCC)